# Parc national de Yavoriv
Le parc national de Yavoriv (en ukrainien : Яворівський національний природний парк) est un parc régional situé dans l'oblast de Lviv, en Ukraine. Le Roztocze ukrainien est une chaîne étroite (moyenne de 25 km) de collines de 75 km de long, qui s’élève brusquement au nord de la Petite Polissia. Dans la partie sud-est de celui-ci, la principale ligne de partage des eaux européennes, sur les pentes de laquelle prennent naissance des rivières appartenant aux bassins de deux mers - la mer Noire et la Baltique.

## Histoire
Le parc a été créé le 4 juillet 1998 par le président de l’Ukraine sur la base du parc paysager régional de Yavoriv (qui existait ici depuis 1996 sur une superficie de 4 190 hectares) et des zones environnantes de la base militaire de Yavoriv et des entreprises forestières de Maherivskoho. La superficie totale du parc national est de 7 108 hectares.

## Géographie
Le parc national est caractérisé par un couvert forestier élevé. Ici les forêts de charmes, de chênes et de pins sont les plus communes et, dans les dépressions, les aulnes. Les forêts de hêtres poussent près de la limite orientale de la chaîne et sont confinées au paysage vallonné. Des poches intéressantes d’épinettes, de sapins et de sycomores, sont restées à la limite nord-est de son aire de répartition. 
La végétation herbacée occupe une superficie beaucoup plus petite et est formée par des prairies naturelles et des zones d’anciens pâturages, ainsi que le long des rivières et des canaux. En raison de conditions naturelles favorables, le parc national dispose d’un potentiel de loisirs considérable et constitue une destination touristique.

## Galerie

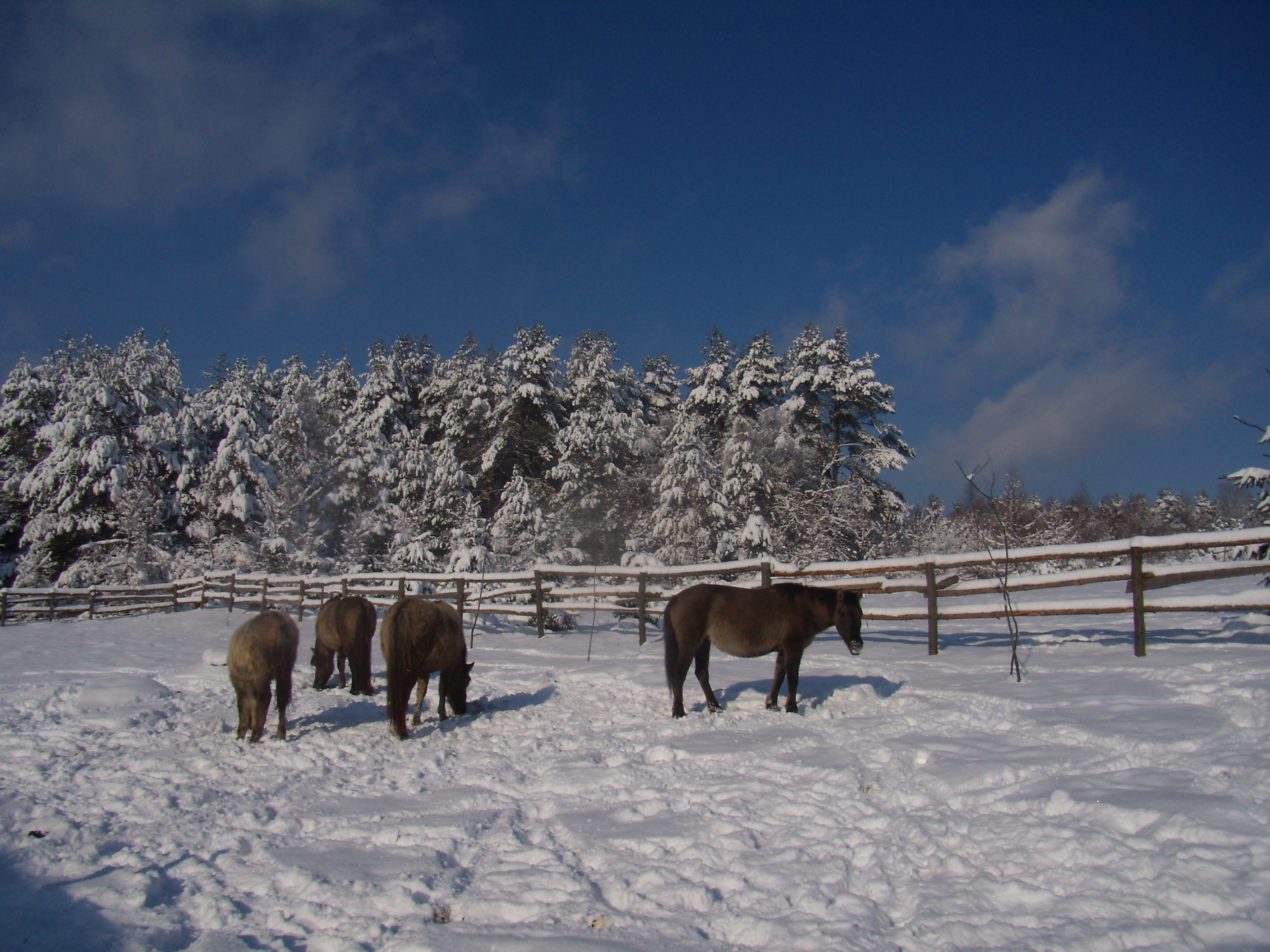
Rosselia Roztochtchia
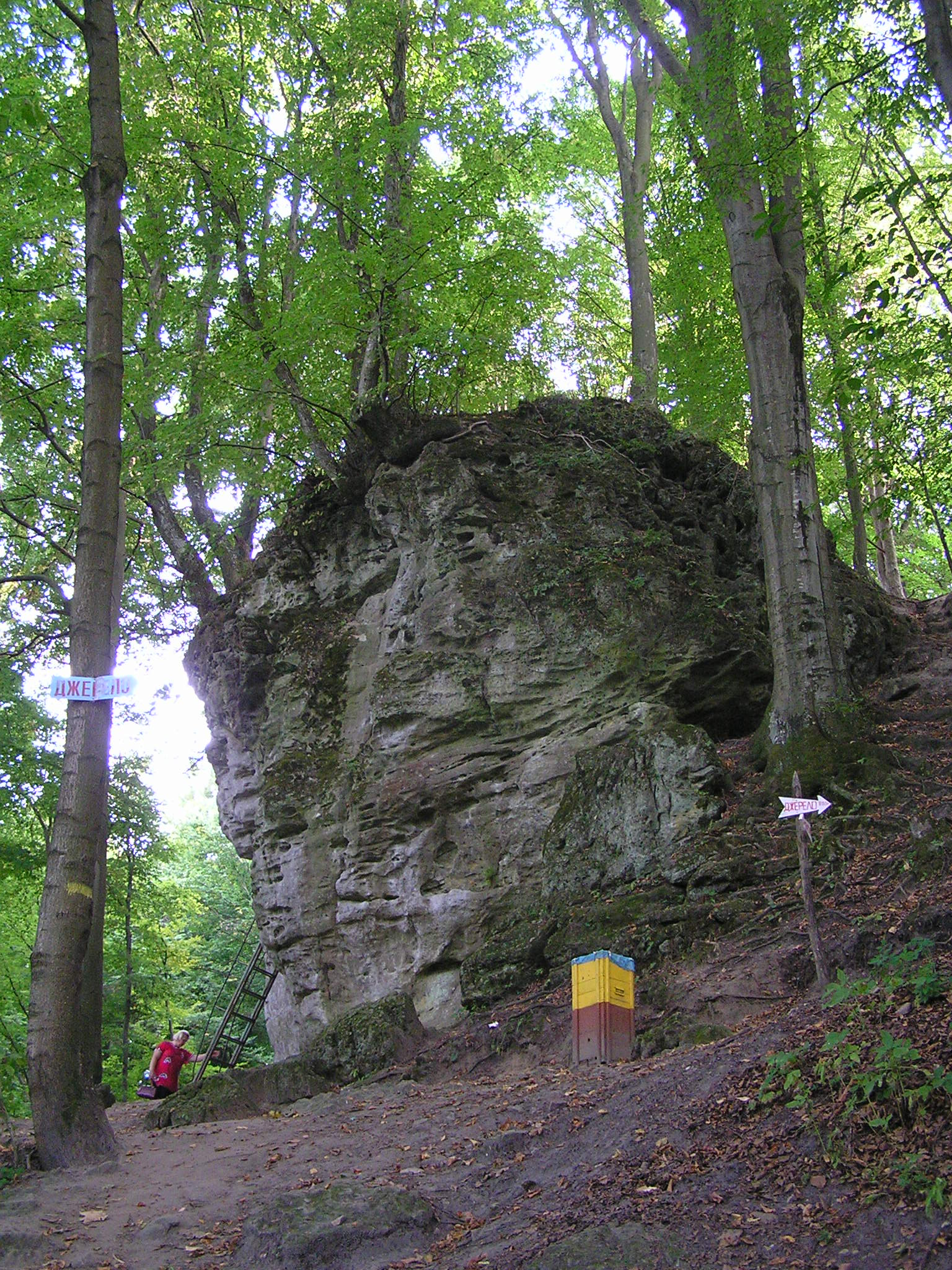
Rochers
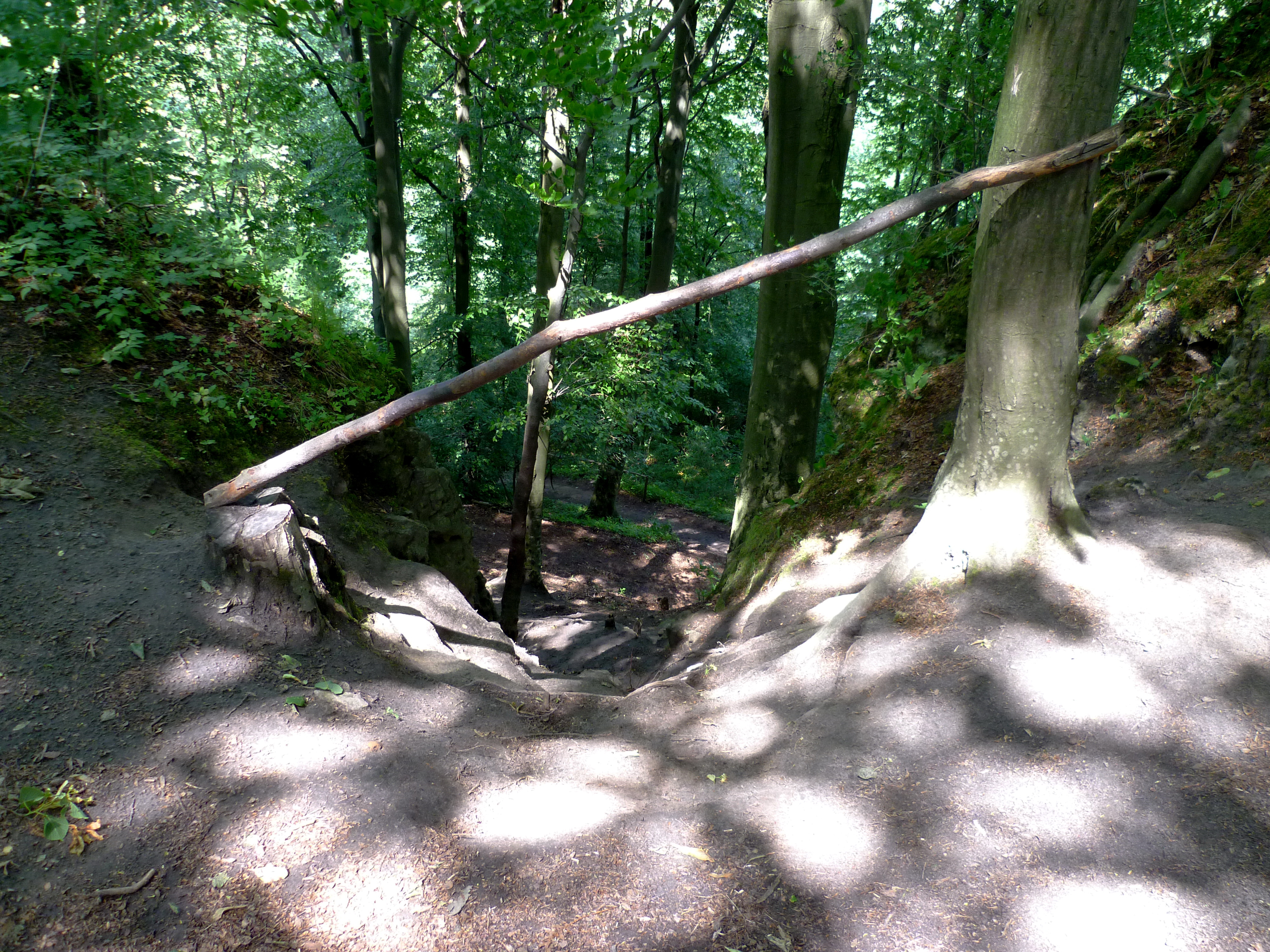
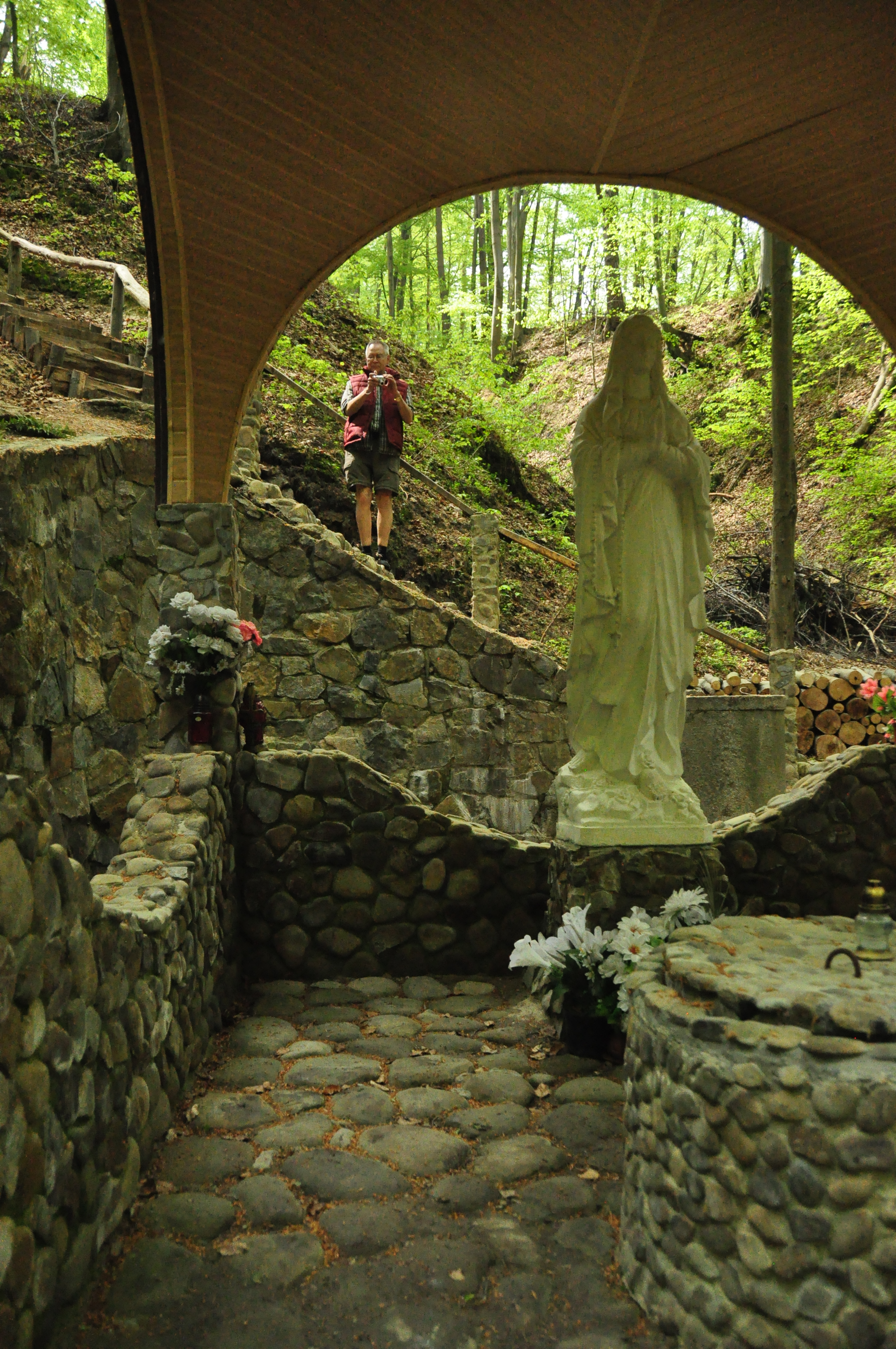
Puit.
Logo.